# Боровский, Феликс
Феликс Боровский (англ. Felix Borowski; 10 марта 1872, Бертон-ин-Кендал, округ Саут-Лейкленд, Великобритания — 6 сентября 1956) — американский композитор и музыкальный педагог.
Сын поляка и англичанки. Начал учиться скрипке и фортепиано у своего отца, затем продолжил образование в Лондоне и наконец в Кёльнской консерватории, где его педагогами были Георг Яфа (скрипка), Эрнст Хёйзер (фортепиано) и Густав Йенсен (композиция). Некоторое время сам преподавал музыку в Абердине. 1895 годом датирована первая известная фортепианная пьеса Боровского.
С 1896 г. жил и работал в США, первоначально как заведующий отделением композиции в Чикагском музыкальном колледже (ныне в составе Университета Рузвельта), в 1916—1925 гг. директор колледжа. Среди его учеников был, в частности, Сильвестре Ревуэльтас. С 1908 г. и до конца жизни сотрудничал с Чикагским симфоническим оркестром как автор концертных аннотаций. Выступал как музыкальный критик газеты Chicago Sun.
Боровскому принадлежат три симфонии, написанные в 1930-е годы, симфоническая поэма «Семирамида», три сонаты для органа. Наибольшей известностью, однако, пользуется его небольшая пьеса для скрипки и фортепиано «Восхищение» (англ. Adoration; 1898), впервые записанная в 1913 г. скрипачкой Мод Пауэлл.